# Saint-Philippe-d’Aiguille
Saint-Philippe-d’Aiguille település Franciaországban, Gironde megyében. Lakosainak száma 383 fő (2022. január 1.). Saint-Philippe-d’Aiguille Gardegan-et-Tourtirac, Puisseguin, Saint-Cibard, Saint-Genès-de-Castillon és Les Salles-de-Castillon községekkel határos.

## Népesség
A település népessége az elmúlt években az alábbi módon változott:
| Lakosok száma | 364  | 353  | 394  | 431  | 391  | 377  | 374  | 375  | 376  | 383  |
|               | 1968 | 1982 | 1990 | 2006 | 2013 | 2015 | 2017 | 2019 | 2020 | 2022 |